# میله برش کریستالی اشعه ایکس
پراکندگی میلۀ برش کریستالی اشعۀ ایکس، یک روش قدرتمند در علم سطح است که عملکرد آن بر اساس تجزیه و تحلیل الگوهای پراش پرتو ایکس سطحی (SXRD) از یک سطح کریستالی می‌باشد.
برای یک کریستال بی‌نهایت، الگوی پراش در تابع دلتای دیراک، مانند قله‌های براگ متمرکز می‌شود. وجود سطوح کریستالی منجر به ساختار اضافی در امتداد به اصطلاح میله‌های برش (مناطق خطی در فضای تکانۀ نرمال به سطح) می‌شود. اندازه‌گیری‌های میلۀ برش کریستالی (CTR) امکان تعیین دقیق ساختار اتمی در سطح را فراهم می‌کند؛ این موضوع در موارد اکسیداسیون، رشد برآرایی و مطالعات جذب روی سطوح کریستالی مفید است.

## تئوری

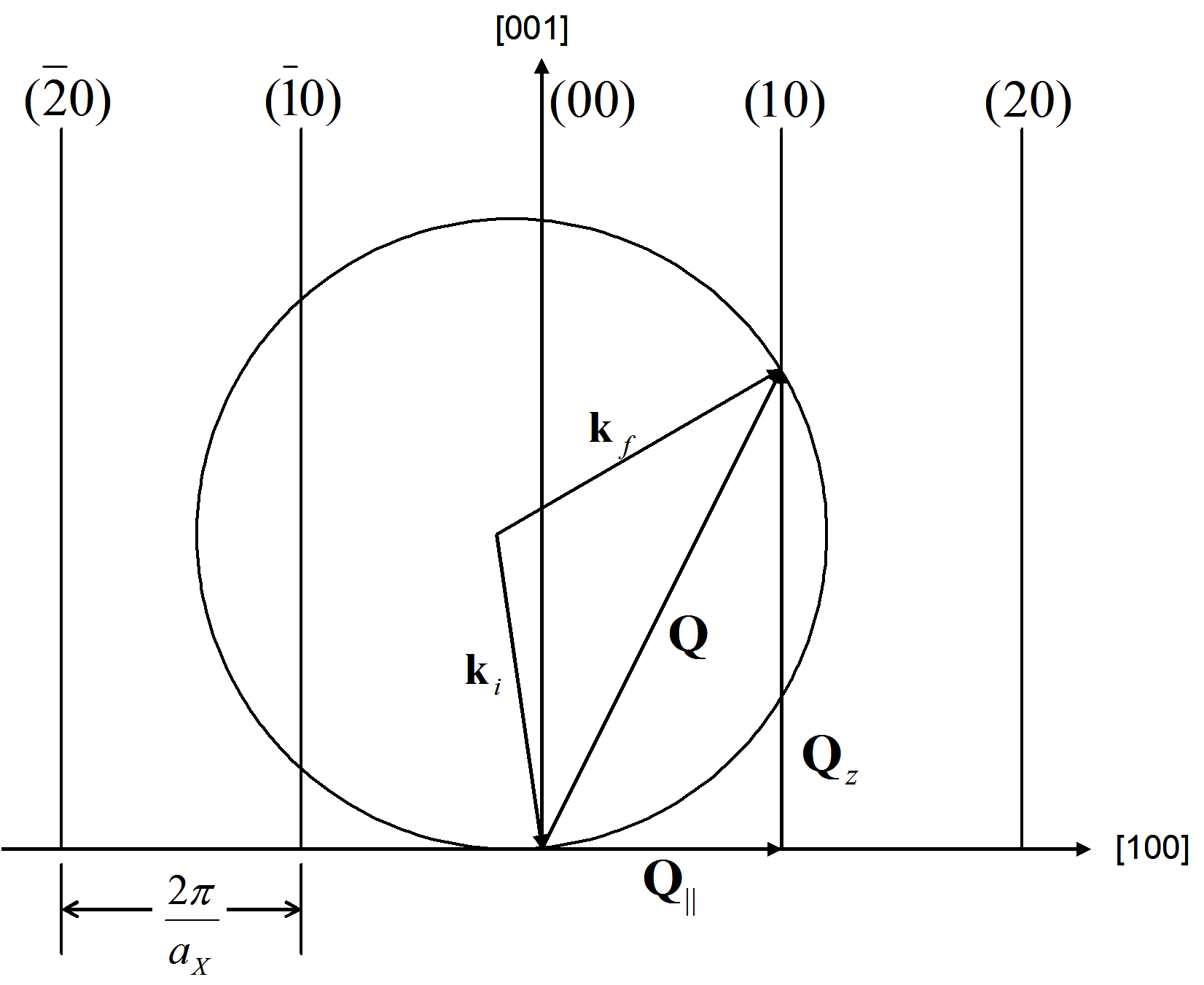
شکل ۱: میله‌های برش کریستالی تولید شده توسط یک شبکۀ مکعبی ساده با انتهای ایده‌آل

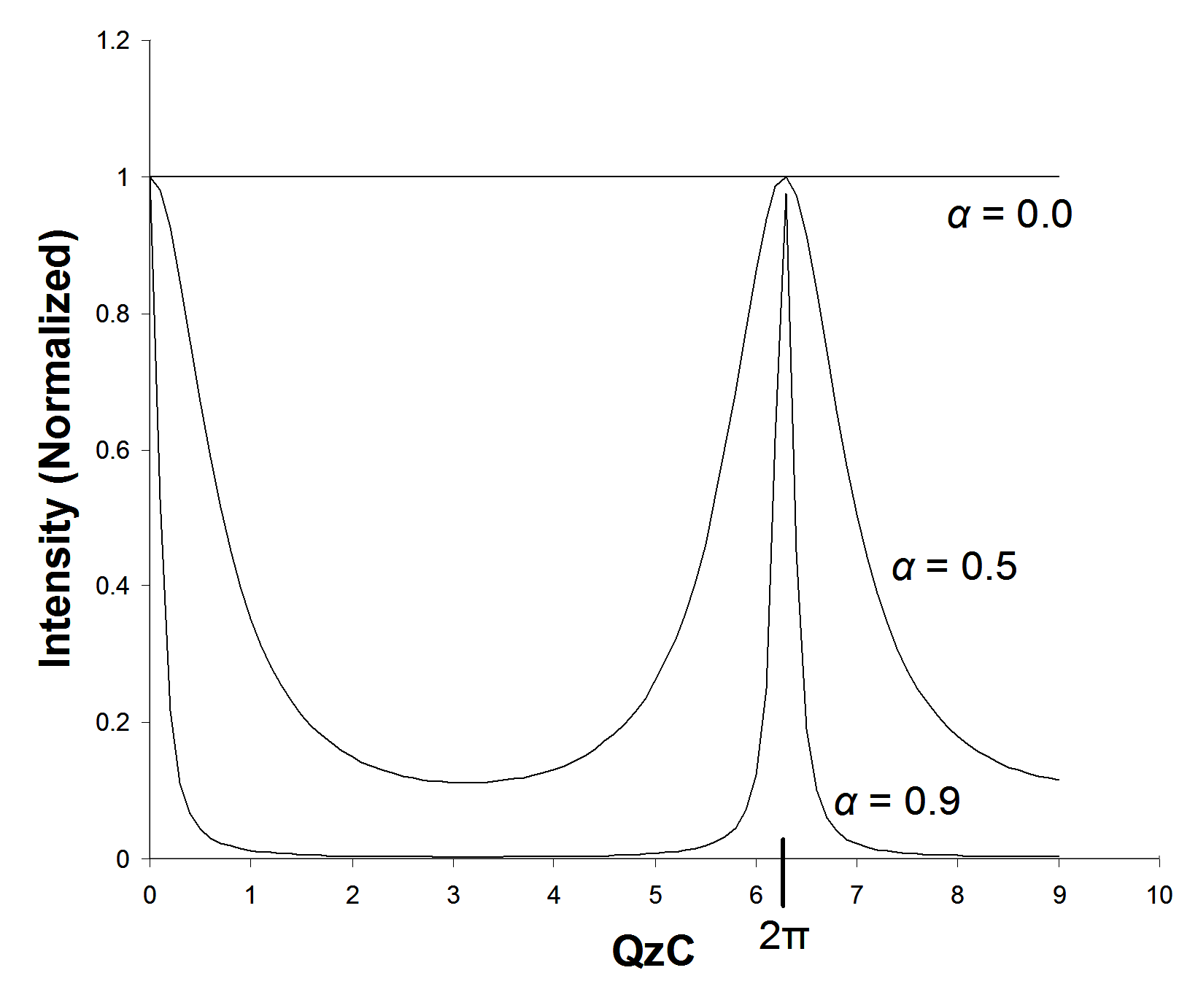
شکل ۲: تغییر شدت در امتداد یک میلۀ برش کریستالی از یک شبکۀ مکعبی ساده

برخورد یک ذره روی یک سطح کریستالی با تکانه {\displaystyle K_{0}}، متحمل پراکندگی از طریق یک تغییر تکانۀ {\displaystyle \mathbf {Q} } می‌شود. اگر {\displaystyle x} و {\displaystyle y} نشان‌دهندۀ جهات در صفحۀ سطح و {\displaystyle z} عمود بر سطح باشد، شدت پراکنده‌شده به عنوان تابعی از تمام مقادیر ممکن {\displaystyle \mathbf {Q} } از رابطه زیر بدست می‌آید:
که در آن {\displaystyle \alpha } ضریب نفوذ است و به عنوان نرخ دامنه‌های پرتو ایکس پراکنده‌شده از صفحات متوالی اتم‌ها در کریستال تعریف می‌شود و {\displaystyle a_{x}} ، {\displaystyle a_{y}} ، و {\displaystyle c} به ترتیب فاصله‌های شبکه در جهت‌های x، y و z هستند. 

در صورت جذب کامل، {\displaystyle \alpha =0} و شدت پراکنده‌شده مستقل از {\displaystyle Q_{z}} خواهد شد؛ همچنین مقدار {\displaystyle \mathbf {Q_{\parallel }} } (جزئی از {\displaystyle \mathbf {Q} } که موازی با سطح کریستال می‌باشد) بیشینه خواهد شد که شرایط 2D Laue را در فضای متقابل برآورده می‌کند.
برای اعداد صحیح {\displaystyle h} و {\displaystyle k} . همان طور که در شکل ۱ نشان داده شده، این شرایط منجر به میله‌هایی در فضای متقابل می‌شوند که عمود بر سطح قرار گرفته و از نقاط شبکه متقابل سطح عبور می‌کنند. این میله‌ها به عنوان میله‌های پراش یا میله‌های برش کریستالی شناخته می‌شوند.
هنگامی که مقدار {\displaystyle \alpha } از ۰ تغییر کند، شدت در امتداد میله‌ها، مطابق شکل ۲ متفاوت خواهد بود. توجه داشته باشید زمانی که {\displaystyle \alpha } به طور حدی به ۱ نزدیک می‌شود، اشعه‌های ایکس کاملاً نفوذ می‌کنند و شدت پراکنده‌شده به تابع دلتای تناوبی، مانند پراش توده، نزدیک می‌شود.
این محاسبه بر اساس تقریب سینماتیکی (تک پراکندگی) انجام شده و اثبات شده که حدوداً تا ضریب {\displaystyle 10^{-7}} از شدت اوج،‌ دقیق می‌باشد. افزودن ملاحظات دینامیکی (چند پراکندگی) به مدل نیز می‌تواند منجر به پیش‌بینی دقیق‌تر شدت CTR شود. 

## ابزار دقیق
برای به دست آوردن داده‌های با کیفیت بالا در اندازه‌گیری‌های CTR اشعۀ ایکس، مطلوب است که شدت شناسایی‌شده حداقل در حدود {\displaystyle 10^{9}{\tfrac {photons}{mm^{2}s}}} باشد. برای دستیابی به این سطح از خروجی، منبع اشعۀ ایکس معمولاً باید یک منبع سنکروترون باشد. منابع قدیمی‌تر و ارزان‌تر مانند منابع آندی دوار، شار پرتو ایکس ۲ تا ۳ مرتبه کمتر را ارائه می‌کنند و فقط برای مطالعۀ مواد با عدد اتمی بالا مناسب هستند که شدت پراش بالاتری را برمی‌گردانند. حداکثر شدت پراش تقریباً متناسب با مجذور عدد اتمی ({\displaystyle Z}) می‌باشد.  به طور مثال،‌ منابع آندی اشعۀ ایکس با موفقیت برای مطالعۀ طلا ({\displaystyle Z=79}) استفاده شده‌اند. 
هنگام اندازه‌گیری اشعۀ ایکس از یک سطح، نمونه در خلأ فوق‌العاده بالا نگه داشته می‌شود و اشعۀ ایکس از طریق پنجره‌های بریلیوم به داخل و خارج محفظۀ UHV می‌رود. دو رویکرد برای طراحی محفظه و پراش‌سنج وجود دارد که در حال استفاده هستند. در روش اول، نمونه که تا حد امکان کوچک و سبک نگه داشته شده، نسبت به محفظۀ خلأ ثابت نگه داشته می‌شود و بر روی پراش‌سنج نصب می‌شود. در روش دوم، نمونه در داخل محفظه توسط دم‌هایی که به بیرون کوپل شده‌اند، چرخانده می‌شود. این روش، از واردکردن بار مکانیکی زیاد بر روی زاویه‌سنج پراش‌سنج جلوگیری می‌کند و حفظ وضوح زاویه‌ای خوب را آسان‌تر می‌کند. یکی از اشکالات بسیاری از پیکربندی‌ها این است که نمونه باید به منظور استفاده از روش‌های دیگر آنالیز سطح مانند LEED یا AES جابه‌جا شود و پس از انتقال نمونه به موقعیت پراش اشعۀ ایکس، باید مجدداً تراز شود. در برخی از تنظیمات، محفظۀ نمونه را می‌توان بدون از بین‌بردن خلأ از پراش‌سنج جدا کرده و به سایر کاربران اجازۀ دسترسی داد.

## اسکن میلۀ CTR
برای یک زاویۀ تابش معین از اشعۀ ایکس بر روی یک سطح، فقط تقاطع میله‌های برش کریستال با کرۀ اوالد قابل مشاهده است. برای اندازه‌گیری شدت در امتداد CTR، نمونه باید در پرتو اشعۀ ایکس چرخانده شود تا مبدأ کرۀ اوالد مشاهده شود و کره، میله را در مکان دیگری در فضای متقابل قطع کند. اسکن میله به این روش، مستلزم حرکت هماهنگ نمونه و آشکارساز در امتداد محورهای مختلف است. برای دستیابی به این حرکت، نمونه و آشکارساز در دستگاهی به نام پراش‌سنج چهاردایره‌ای نصب می‌شوند. نمونه در صفحه‌ای که پرتوهای ورودی و پراش‌شده را به دو نیم می‌کند، چرخانده می‌شود و آشکارساز به موقعیت لازم برای ثبت شدت CTR پراش‌شده منتقل می‌شود.

## سازه‌های سطحی

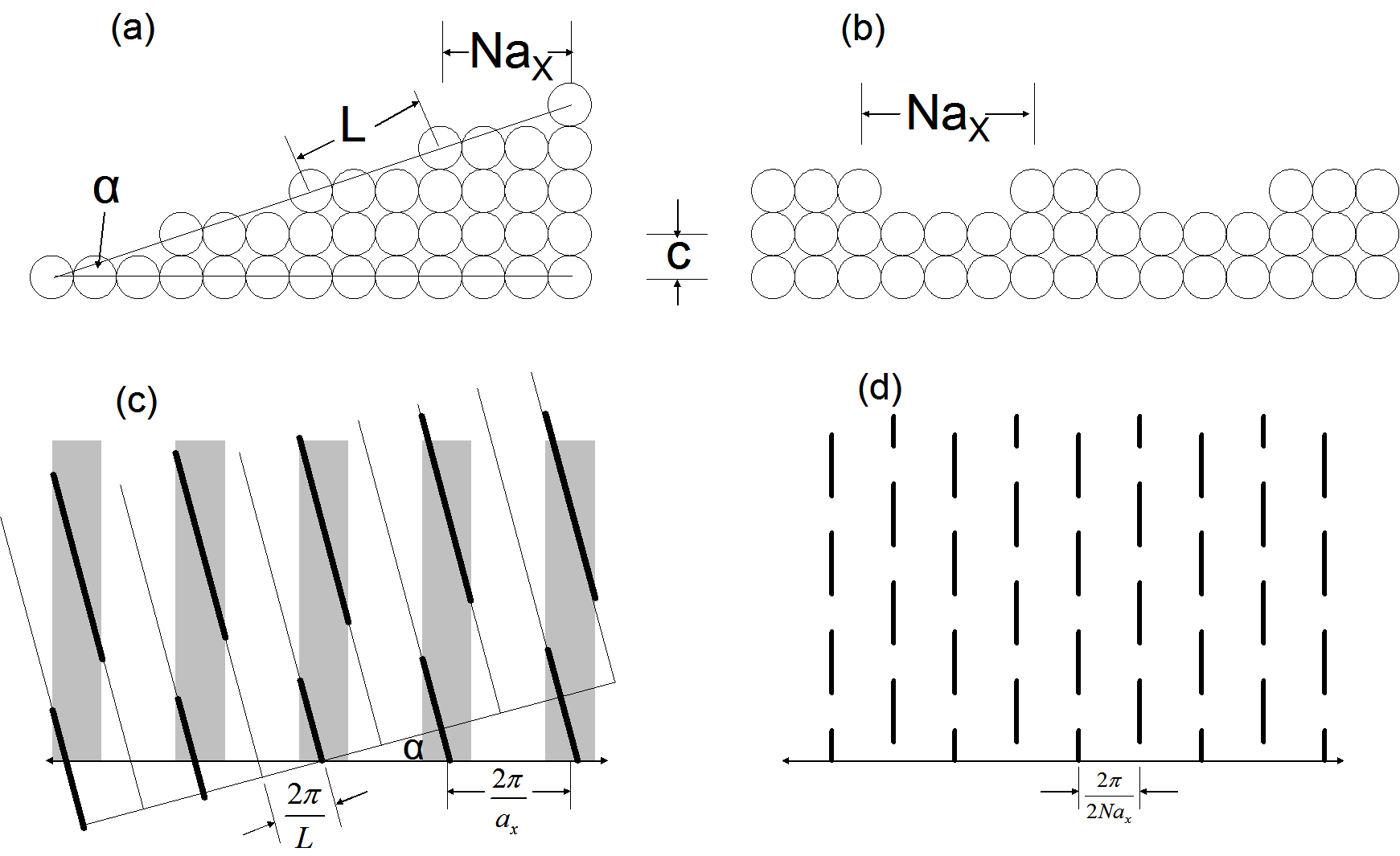
شکل ۳: نمونه‌هایی از (a) شبکۀ مکعبی برش نادرست و (b) ناهمواری سطح مرتب‌شده، و (c,d) پروفیل‌های CTR مربوطه، به ترتیب.

ویژگی‌های سطحی در یک ماده، تغییراتی را در شدت CTR ایجاد می‌کنند که می‌توان آن‌ها را اندازه‌گیری کرده و برای ارزیابی ساختارهای سطحی ممکن استفاده کرد. دو نمونه از این ویژگی‌ها در شکل ۳ نشان داده شده است. در صورت برش نادرست در یک زاویۀ {\displaystyle \alpha } مجموعۀ دیگری از میله‌ها در فضای متقابل تولید می‌شود که میله‌های سوپرشبکه نامیده می‌شود و از چرخش میله‌های شبکۀ معمولی با همان زاویه {\displaystyle \alpha } به‌دست می‌آیند. قوی‌ترین شدت اشعۀ ایکس در ناحیۀ تقاطع بین میله‌های شبکه (نوارهای خاکستری) و میله‌های ابرشبکه (خطوط سیاه) قرار دارد. همان‌طور که نشان داده شده،‌ در مورد مراحل متناوب مرتب‌شده، شدت CTR به بخش‌هایی تقسیم می‌شود. در مواد واقعی، بروز ویژگی‌های سطحی به‌ندرت تا این حد منظم خواهد بود؛ اما این دو مثال روشی را نشان می‌دهند که در آن ناهمواری‌های سطح در الگوهای پراش به‌دست‌آمده آشکار می‌شوند.